# Loreauville
Loreauville é uma vila localizada no estado americano de Luisiana, na Paróquia de Iberia.

## Demografia
Segundo o censo americano de 2000, a sua população era de 938 habitantes.
Em 2006, foi estimada uma população de 965, um aumento de 27 (2.9%).

## Geografia
De acordo com o United States Census Bureau tem uma área de
1,3 km², dos quais 1,3 km² cobertos por terra e 0,0 km² cobertos por água. Loreauville localiza-se a aproximadamente 6 m acima do nível do mar.

## Localidades na vizinhança
O diagrama seguinte representa as localidades num raio de 20 km ao redor de Loreauville.